# Wanze

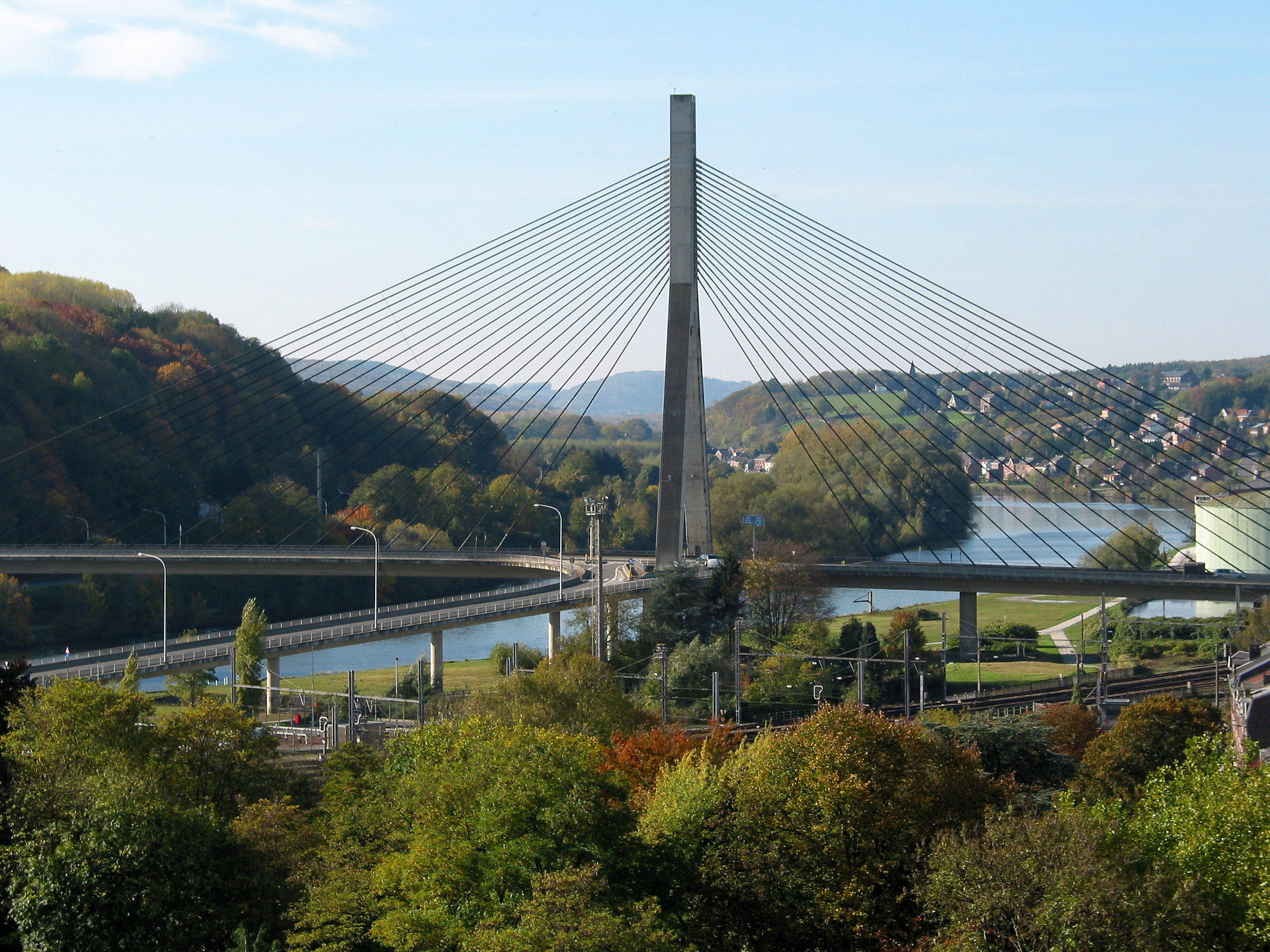
El pont Pare Pire al Mosa

Wanze és un municipi de Bèlgica, situat a l'aiguabarreig del Mosa i del Mehaigne a la província de Lieja, que forma part de la regió valona. En l'actualitat té uns 13.169 habitants.

## Entitats
Antheit, Bas-Oha, Huccorgne, Moha, Vinalmont et Wanze.

## Monuments i curiositats
- El Parc Natural de les valls del Burdinale i del Mehaigne.
- L'antiga abadia del Val Notre-Dame.
- Les ruïnes del castell de Moha, capital de l'antic comtat de Moha

1. ↑  «Registre de la població belga». Arxivat de l'original el 2009-10-07. [Consulta: 22 abril 2011].